# The Little Wizard. O mago Dubidoso
The Little Wizard. O mago Dubidoso és un llargmetratge de dibuixos animats produït per Deboura Cinema estrenada el 2011. Realitzat segons el sistema d'animació 2D tradicional (dibuix per dibuix), està escrit i dirigit per Roque Cameselle. Rodat en gallec, la seva trama es basa en la novel·la d'inspiració històrica Bieito Dubidoso, també escrita per Roque Cameselle, i publicada per Edicións Xerais en 2003.
La pel·lícula es va projectar al 33è Festival Internacional del Nou Cinema Llatinoamericà de l'Havana. També fou candidata al Goya a la millor pel·lícula d'animació als XXVI Premis Goya, però la seva candidatura fou retirada per incompliment de les bases de participació per un problema en els títols de crèdit de la pel·lícula ja que, pel que sembla, els crèdits no atribuïen correctament les autoria d'algun dels professionals que hi havien intervingut.

## Sinopsi
Ambientada a la Galícia medieval, la història comença quan els pirates normands assalten el vaixell de Pedro Cabaledo, atracat al moll de casa seva. Mitjançant la màgia, el seu fill de nou anys, Bieito Dubidoso, aconsegueix que els guerrers fugin de terror. A causa d'aquesta gesta, la seva fama penetra a les parets de la casa, coneix la destresa, que es converteix en el seu company inseparable, i guanya l'admiració dels veïns. Però el bisbe Xoan, propietari i senyor de la ciutat, no el perdonarà per haver-lo fet passar com a covard davant els seus vassalls.
Aquest enfrontament entre el poderós clergue i el noi noi és el tronc des d'on naixeran totes les històries explicades a la pel·lícula.

## Personatges

### Bieito Dubidoso
És el protagonista. Va néixer a Tui, una ciutat equidistant entre Braga i Santiago de Compostel·la, on tenien la seva seu els poders eclesiàstics, sovint en conflicte. Des de ben jove, la seva meravellosa habilitat amb els jocs de màgia, i el seu caràcter tranquil, conduiran a la seva aproximació als personatges històrics del seu temps.
La seva vida, entre els segles xi i xii, va tenir lloc durant el període més destacat de la floració política i cultural a Galícia. Alhora, coincideix amb l'auge de les grans peregrinacions a Santiago de Compostel·la.

### Destreza
És la millor amiga de Dubidoso. El mag l'allibera dels pirates normands que l'havien segrestat. A partir d'aquest moment, Destreza es converteix en el seu company inseparable de jocs i aventures, de desgràcies i felicitats.

### Pedro Cabaledo
És el pare de Bieito Dubto. Comerciant en caderneres i vins, posseïdor de riqueses, posseeix els privilegis de la noblesa malgrat no pertànyer a ella. Veu la seva vida inquieta quan cau a les xarxes posades per l'enemic del seu fill, el bisbe Xoán, senyor i amo omnipotent del poble.

### Mare de Bieito Dubidoso
L'esposa de Pedro Cabaledo s'encarrega de l'administració de la casa gran que posseeixen al costat del riu Miño. El que diferencia les dones no és la riquesa, sinó que són capaços de llegir en arameu. Ella s'assabenta un dia per casualitat, quan passa un llibre que li va donar un client comerciant del seu marit.

### Señor Xoán
Personatge històric, encara que no retratat fidelment, d'una bellesa extraordinària, tan extraordinària com la seva ambició.
El dolent de la pel·lícula, veu en Dubidoso el mirall on es reflecteix un comportament que prefereix ignorar, perquè li recorda allò que no és, ni mai podrà ser. Intel·ligent, astut i sense escrúpols, no dubtarà a utilitzar cap mitjà per defensar els seus interessos, qualsevol arma per malmetre Dubidoso.

### Sara Homedouro
Sara Homedouro, única filla d'un vidu jueu, comerciant de diners, prestamista del bisbe i que va ser educada pel seu pare com a home: en el coneixement dels idiomes i en el coneixement dels llibres en àrab, llatí i grec. A partir d'aquestes lectures va aconseguir una cultura que destaca entre la dels seus veïns. Això li facilita que la contracti Pedro Cabaledo quan busqui un tutor per al seu fill.

### Perdiz
El servent fidel de la casa de Cabaledo. És un home de tan poques paraules que fins i tot sembla mut. Els dolors i les alegries de la família li són propis i mai no dubta de part de qui ha d'estar.

### Jaztabel
El frare Jaztabel ha viscut a Tui des de la invasió dels normands. Sembla que la seva conversió tenia més a veure amb la comoditat que amb la convicció. Intèrpret de llengües estrangeres i del nord; a la trobada amb els seus paisans demostra la seva covardia i la seva lleialtat rotatòria com la d'una veleta.